# Serica trapezicollis
Serica trapezicollis är en skalbaggsart som beskrevs av Ahrens 2005. Serica trapezicollis ingår i släktet Serica och familjen Melolonthidae. Inga underarter finns listade i Catalogue of Life.